# Eslövs Schackklubb
Eslövs schackklubb bildades 1946 och har bedrivit schackverksamhet i Eslöv sedan dess. 